# Thiaucourt-Regniéville
Thiaucourt-Regniéville is een gemeente in het Franse departement Meurthe-et-Moselle in de regio Grand Est en maakt deel uit van het arrondissement Toul. De gemeente telde 1.120 inwoners op 1 januari 2022.

## Geschiedenis
Tijdens de Eerste Wereldoorlog werd in het gebied gevochten, met name tijdens de Slag om Verdun, en bij de gevechten werd de plaats Regniéville geheel vernietigd. Bij Thiaucourt bevindt zich een Amerikaanse militaire begraafplaats uit de Eerste Wereldoorlog en een Duitse uit de Frans-Duitse en de Eerste Wereldoorlog.
Op 1 oktober 1942 werd het grondgebied van Regniéville opgenomen in de gemenete Thiaucourt. Op 22 december 1962 veranderde de gemeente Thiaucourt de naam naar Thiaucourt-Regniéville in herinnering aan de vernietigde plaats.
Thiaucourt-Regniéville was de hoofdplaats van het gelijknamige kanton tot dat op 22 maart 2015 werd opgeheven en de gemeente werd opgenomen in het op diezelfde dag gevormde kanton Nord-Toulois.

## Geografie
De oppervlakte van Thiaucourt-Regniéville bedraagt 19,01 vierkante kilometer; Op 1 januari 2022 was de bevolkingsdichtheid 58,9 inwoners per km².
De gemeente bestaat uit twee delen, het gebied van de voormalige gemeente Regniéville wordt van Thiaucourt gescheiden door de gemeente Viéville-en-Haye.
De onderstaande kaart toont de ligging van Thiaucourt-Regniéville met de belangrijkste infrastructuur en aangrenzende gemeenten.

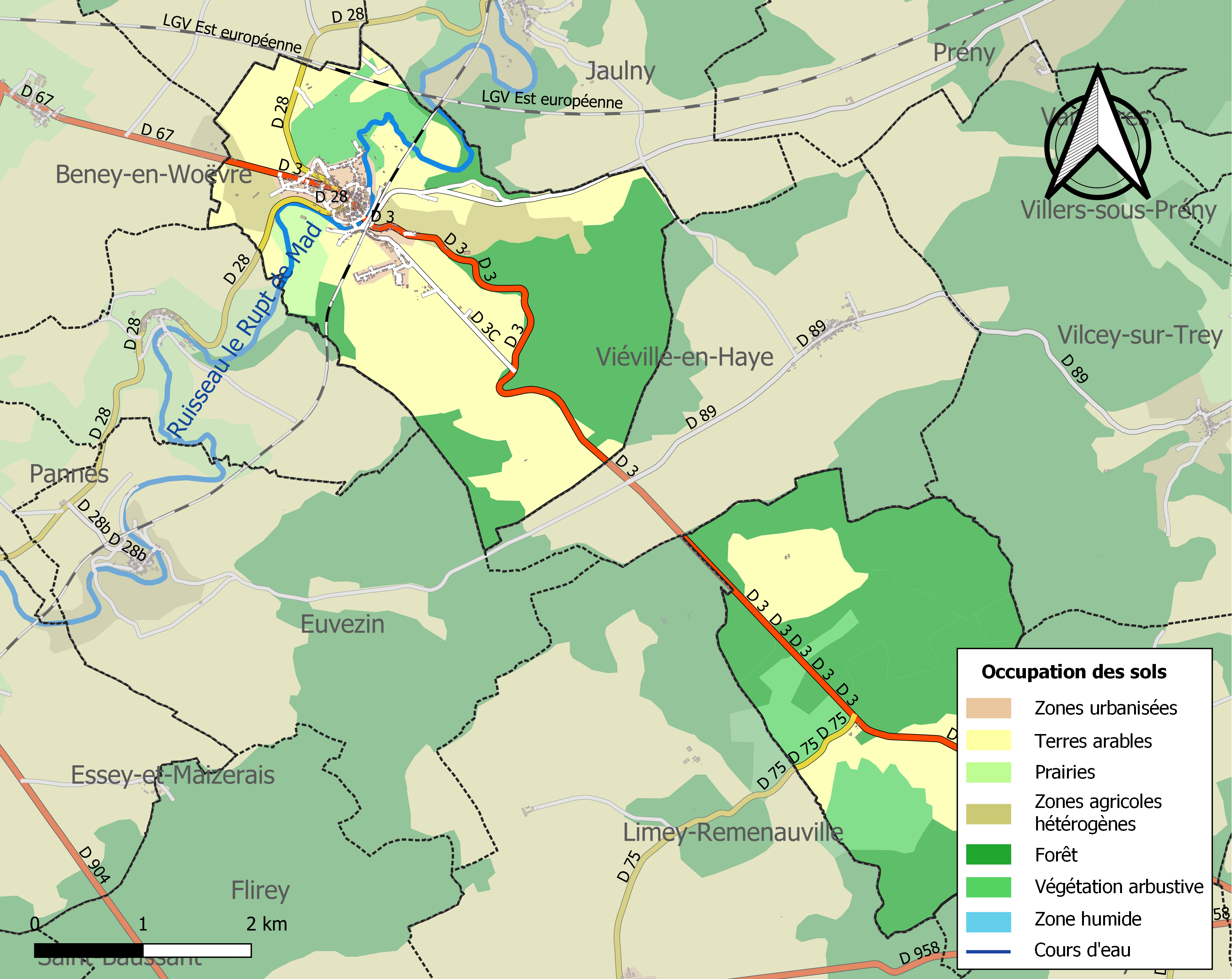

## Demografie
Onderstaande figuur toont het verloop van het inwonertal.
Andilly · Aingeray · Ansauville · Avrainville · Beaumont · Bernécourt · Bois-de-Haye · Boucq · Bouillonville · Bouvron · Bruley · Charey · Domèvre-en-Haye · Dommartin-la-Chaussée · Essey-et-Maizerais · Euvezin · Flirey · Fontenoy-sur-Moselle · Francheville · Gézoncourt · Gondreville · Griscourt · Grosrouvres · Hamonville · Jaillon · Jaulny · Lagney · Limey-Remenauville · Lironville · Liverdun · Lucey · Mamey · Mandres-aux-Quatre-Tours · Manoncourt-en-Woëvre · Manonville · Martincourt · Ménil-la-Tour · Minorville · Noviant-aux-Prés · Pannes · Rembercourt-sur-Mad · Rogéville · Rosières-en-Haye · Royaumeix · Saint-Baussant · Saizerais · Sanzey · Seicheprey · Thiaucourt-Regniéville · Tremblecourt · Trondes · Viéville-en-Haye · Vilcey-sur-Trey · Villers-en-Haye · Villey-Saint-Étienne · Xammes
}